# 2030-е годы
2030-е (две ты́сячи тридца́тые) го́ды по григорианскому календарю — промежуток времени с 1 января 2030 года по 31 декабря 2039 года, включающий 2030 год 3-го десятилетия   и с 2031 по 2039 годы    4-го десятилетия XXI века 3-го тысячелетия.  Они наступят через 5 лет.

## Ожидаемые события

### 2034 год
- На 2034 год Европейским космическим агентством запланирован запуск Laser Interferometer Space Antenna[1], а также в 2030-е запустят детекторы гравитационных волн третьего поколения[2].

### 2038 год
- 19 января 2038 года — 32-битные UNIX-часы откатятся к 1970 году.

### 2039 год
- 1 сентября — 100-летие начала Второй мировой войны.